# Tetranchyroderma boadeni
Tetranchyroderma boadeni är en djurart som tillhör fylumet bukhårsdjur, och som beskrevs av Schrom in Riedl 1970. Tetranchyroderma boadeni ingår i släktet Tetranchyroderma och familjen Thaumastodermatidae. Inga underarter finns listade i Catalogue of Life.